# بلبل أبيض الأذن
بلبل أبيض الأذن (الاسم العلمي: Pycnonotus leucotis) (بالإنجليزية: White-eared Bulbul) هو نوع من الطيور يتبع جنس البلابل من فصيلة البلابل.